# Lexington (Massachusetts)
Lexington ist eine Stadt im US-Bundesstaat Massachusetts. Das U.S. Census Bureau hat bei der Volkszählung 2020 eine Einwohnerzahl von 34.454 ermittelt.

## Geschichte
Die erste Siedlung an der Stelle des heutigen Stadtgebietes entstand im Jahr 1640.
In Lexington fiel am 19. April 1775 in der Schlacht von Lexington und Concord auf dem heutigen Lexington Battle Green der erste Schuss, der den Beginn des Amerikanischen Unabhängigkeitskrieges einleitete. Er ging als die Redewendung Der Schuss, der um die ganze Welt gehört wurde in die Geschichte ein.

## Wirtschaft
Das Software-Unternehmen Looking Glass Studios wurde 1991 in Lexington gegründet. Der Anbieter von IT-Sicherheitslösungen Imprivata hat seinen Hauptsitz in Lexington.
Das militärische Lincoln Laboratory befindet sich ebenfalls in Lexington.

## Städtepartnerschaften
- Antony in Frankreich.
- Dnipro in der Ukraine.

## Söhne und Töchter der Stadt
- Nathan Cutler (1775–1861), Politiker, Gouverneur von Maine
- Theodore Parker (1810–1860), Theologe, Abolitionist und Schriftsteller
- Phillip Smith (1905–1987), Ingenieur, der mit der Erfindung des nach ihm benannten Smith-Diagrammes bekannt wurde
- Elizabeth Bauer Mock (1911–1998), Architektin, Direktorin am MoMA
- Drew Weissman (* 1959), Immunologe
- Rachel Dratch (* 1966), Schauspielerin
- Meghan O’Sullivan (* 1969), Politikberaterin und Politikwissenschaftlerin
- Matt Nathanson (* 1973), Musiker
- Amanda Palmer (* 1976), Musikerin
- Steven Feifke (* 1991), Jazzmusiker
- Gabby Goddard (* 2000), Volleyballspielerin